# Klasztor św. Dominika z Silos (el Antiguo)
Klasztor św. Dominika z Silos (el Antiguo) (hiszp. Monasterio de Santo Domingo de Silos 'el Antiguo' ) – klasztor znajdujący się w Toledo, w Hiszpanii.
Pierwsze ślady architektoniczne pochodzą z czasów św. Ildefonsa; są to kamienie datowane na VI–VII wiek. W 1085 roku król Alfons VI, po zdobyciu Toledo, spełniając swoje przyrzeczenie nakazał przebudowanie świątyni i poświęcił ją Dominikowi z Silos. Przeniosła się tam grupa zakonnic kluniackich, które w 1159 roku przyjęły reformę cystersów. W klasztorze pochowany został związany z miastem malarz El Greco. 

## Architektura
Klasztor wyróżnia się prostotą formy. Ściany zbudowane zostały z jońskich pilastrów z belkowym sufitem. Kopuła zwieńczona jest latarnią. Cały budynek zbudowany jest z cegły. 
W 1576 roku klasztor za sprawą donii Marii de Silvy, damy dworu królowej Izabeli, został ponownie przebudowany. Po jej śmierci wykonawcą testamentu był dziekan katedry Don Diego de Castilla, a głównym architektem Nicolás de Vergara, zwany El Mozo. 
Wykonanie trzech nastaw ołtarzowych pierwotnie zlecono Hernandowi de Ávila i Juanowi Herrera. W 1577 roku Castilla zmienił zdanie i powierzył to zadanie El Grecowi. Łączne zamówienie opiewało na dziewięć obrazów: siedem dla ołtarza głównego i dwa na ołtarze boczne. Było to pierwsze duże zlecenie, jakie otrzymał malarz i które otworzyło mu drogę do kariery w Toledo. El Greco zadanie wykonał i stworzył do ołtarza głównego: Wniebowzięcie Marii, Święty Jan Chrzciciel, Święty Jan Ewangelista, Trójca Święta, Zwieńczenie z chustą św. Weroniki, Święty Bernard, Święty Benedykt, a do ołtarzy bocznych Pokłon pasterzy i Zmartwychwstanie Chrystusa. 